# Скіфо-сарматські діалекти
Скіфо-сарматські діалекти — сукупність мов (діалектів) «іраномовних сакських чи скіфських племен, розповсюджених на сер. І тис. до н. е. на величезній території — від узбережжя Чорного моря до кордонів Китаю». Ці діалекти належать до давніх східних іранських мов, індоіранської групи індоєвропейської мовної родини.
З окремих мов, діалектів, груп діалектів надалі розвинулися такі східноіранські мови, як:
- Сармато-аланські діалекти (та їхня наступниця у новоіранських мовах — осетинська мова з  яським діалектом);
- хотано-сакська мова;
- бактрійська мова (новоір. мунджанська-їдґа);
- согдійська мова (новоір. ягнобська мова);
- хорезмійська мова.

Слід зазначити, що «…виразну межу можливо означати лише між давньоіранськими мовами, що мають певну сукупність характерних ознак у фонетиці та морфології, з одного боку та з усіма іншими мовами (тобто середньоіранськими та новоіранськими) з іншого… межа між середньоіранськими та новоіранськими мовами визначається не лінгвістично, а факторами абсолютної хронології: до нових відносять усі живі мови, до середніх — мови, які за своїм типом відійшли від давніх, але наразі вже не існують, мертві.»
Інколи скіфо-сарматські діалекти називають скіфськими мовами чи скіфською мовою. Інколи під визначенням скіфська мова розуміють мову причорноморських скіфів-сколотів, яка є однією з мов цієї групи та близька мовам бактрійського кола (бактрійська,  мунджанська-їдґа, пашто).